# 威爾遜縣 (堪薩斯州)
威爾遜县（英語：Wilson County，縮寫WL）是位於美国堪薩斯州東南部的一個縣，面積1,489平方公里。根據2020年美國人口普查統計，共有人口8,624人。縣治弗雷多尼亞（Freedonia）。該縣成立於1855年8月30日，縣政府成立於同年1864年；縣名紀念堪萨斯州议会議員希耶羅·T·威爾遜（Hiero T. Wilson）。